# 珠宝 (霹雳)
珠宝（又名馬來語：或朱毛）是马来西亚霹雳州近打县怡保市乌鲁近打区的下辖的一个城镇。其西南面是美露拉也和九洞（相距约9公里），南面则是怡保的巴占（Bercham），往北则为和丰镇，东边则为蒂蒂旺沙山脉的丘陵地带。
珠宝因位于联邦1号公路旁，在南北大道开通前为必经之地，后开通的南北大道则绕过珠宝直接通往州首府怡保市（相距约17公里），使该镇和和丰一样不再是北上南下的必经之路。珠宝在独立前只是一个小埠和华人新村（1950年成立），目前该镇附近已有许多花园住宅区（主要在佳邦一带），以及数个华人新村等。
珠宝镇属于乌鲁近打区（Mukim Ulu Kinta），其主要景点有乌鲁珠宝瀑布（Lata Ulu Chepor）、龙岗山、珠宝善学院（孔子庙），往美露拉也途中也可前往Kledang Saiong森林保护区。

## 历史
珠宝以前称为朱毛，后来在当地居民的支持下改为先名。Chemor在马来语则被认为是“cemar”（污染）而演变而来。

## 人口
根據2010年馬來西亞人口普查，珠宝埠（仅包含建成去范围）人口约1,854人。
| 2010年珠宝族群比例 | 2010年珠宝族群比例 | 2010年珠宝族群比例 | 2010年珠宝族群比例 | 2010年珠宝族群比例 |
| ------------------ | ------------------ | ------------------ | ------------------ | ------------------ |
| 族群 / 国籍        | 族群 / 国籍        |                    | 百分比             | 百分比             |
| 马来人             | 马来人             |                    | 25.73%             | 25.73%             |
| 其它土著           | 其它土著           |                    | 0.16%              | 0.16%              |
| 华人               | 华人               |                    | 54.8%              | 54.8%              |
| 印度人             | 印度人             |                    | 17.42%             | 17.42%             |
| 其他               | 其他               |                    | 0.65%              | 0.65%              |
| 非马来西亚公民     | 非马来西亚公民     |                    | 1.24%              | 1.24%              |

| 族群               | 2010 | 2010    |
| 族群               | 人口 | 百分比  |
| ------------------ | ---- | ------- |
| 马来人             | 477  | 25.73%  |
| 其他土著           | 3    | 0.16%   |
| 华人               | 1016 | 54.8%   |
| 印度人             | 323  | 17.42%  |
| 其他               | 12   | 0.65%   |
| 马来西亚公民总数   | 1831 | 98.76%  |
| 非马来西亚公民总数 | 23   | 1.24%   |
| 总数               | 1854 | 100.00% |

## 教育
珠宝共有4所华文小学，包括市区的培正华小、瓜拉光华小、丹那依淡华小和拱桥华小。此外还有一所国民型华文中学，即位于佳邦园的培南国民型华文中学。

## 交通

### 公路
珠宝境内无高速公路贯穿，马来西亚联邦1号公路为珠宝的主干道路。2017年，私营公司向政府建议建设一条新的高速公路（JELAS Highway），该计划预计耗资46亿令吉，从怡保九洞枢纽开始，经过和丰、江沙、太平、司南马直达槟城州的峇都交湾，总里程达116公里，并将在拱桥设立出入口。

### 城际轨道
马来亚铁道通勤铁路下的西海岸铁路线曾在珠宝设有停靠站，不过已经随着铁路电气化而于2012年被拆除。

## 政治
珠宝属于打扪国会议席，该议席在马来西亚下议院的代表为来自希盟公正党现任首相安华。同时，珠宝属于乌鲁近打州议席，该议席在霹雳州议会的代表为莫哈末阿拉法（Muhamad Arafat Varisai Mahamad），来自希盟公正党。